# مطار جنوب ألاباما الإقليمي
مطار جنوب ألاباما الإقليمي في حقل بيل بينتون (معرف الموقع إف إيه إيه: 79J)، المعروف سابقًا باسم مطار أندالوسيا-أوب، هو مطار مخصص للاستخدام العام يقع في كوفينغتون بولاية ألاباما في الولايات المتحدة. يقع المطار على بُعد أربع أميال بحرية (5 أميال، 7 كيلومترات) شرق منطقة الأعمال المركزية في مدينة أندالوسيا، وحوالي 9 ميل (14 كـم) غرب مدينة أوب. يُدار المطار من قبل "هيئة مطار جنوب ألاباما الإقليمي"، ويتألف أعضاؤها من ممثلين يُعينهم مجلس مدينة أندالوسيا، ومجلس مدينة أوب، ولجنة مقاطعة كوفينغتون.
في مايو 2007، صوتت "هيئة مطار أندالوسيا-أوب" بالموافقة على تغيير اسم المطار إلى مطار جنوب ألاباما الإقليمي. كما أُعلن في الشهر نفسه عن حصول المطار على منحة من وزارة النقل الأمريكية لتمديد المدرج من 5,000 قدم إلى 6,000 قدم (1,800 م).